# 無法辯護
《無法辯護》，(英語：The Defender)，2018年公視新創電影，由柯奐如、潘親御、藍葦華、古斌、王滿嬌、潘之敏、王道、林暉閔共同演出。公視主頻於2018年12月23日上檔。本片也是台灣第一部實際在法庭拍攝的法律電影，拍攝地點為台灣士林地方法院。

## 播出時間
| 頻道     | 所在地 | 播映日期                      | 播出時間         |
| -------- | ------ | ----------------------------- | ---------------- |
| 公視主頻 | 臺灣   | 2018年12月23日                | 週日 22:00-23:30 |
| 公視+    | 臺灣   | 2018年12月23日-2018年12月30日 |                  |

## 劇情大綱
內容講述被告阿成為了挺好友王守強，而與另一位好友古子華三人共同犯下殺人案，審判過程中好友王守強與古子華卻在法院翻供，指稱兩人係接受阿成的教唆而犯下殺人案，這情況讓三人中唯一的成年人阿成陷入非常不利的狀態，儘管法院公設辯護人李慧貞努力地替他尋找新人證，亦無法改變法官的心證。

## 演員列表
| 演員   | 角色           | 介紹 |
| 柯奐如 | 李慧貞         | 36歲，公設辯護人 信仰法律是正義準則的慧貞，在從事公設辯護人十年之後，也嘗試在體制內妥協，成為一個不對案子過分投入的公辯，但總被形容「感情用事」的她，時不時仍敗給內心的正義與堅持。 正在與前夫爭奪的監護權的慧貞，本不該在此時過分關注阿成一案。但看著無助的阿成，就像看到十年後另一個平行時空內、沒有家庭資源支撐的兒子小永，並在阿成即將成為整起殺人案的代罪羔羊時，她忍不住心中的憤怒與善感，努力要洗刷阿成的清白。 |
| 潘親御 | 阿成（張漢成） | 20歲 生性孝順的阿成，從小由阿鸞隔代教養長大。國中以後，不愛讀書、在學校又處處被針對的阿成，逐漸遠離校園；然而即使到了街頭，家境貧困以及長期受學校否定的他，心態自卑，找無融入團體的方法。 此時，唯有手槍願意接納他。難得找到了認同感的阿成，為了迎合手槍，誇下海口包辦他其實不敢做的事。直到犯下街頭殺人案，阿成才明白一時兄弟義氣的代價這麽大。                                                                       |
| 藍葦華 | 林竣良         | 40歲，退役刑警 當初因一起「警員涉賭場收賄案」，身為小隊長的他，成了包庇長官罪行的犧牲品，因而入獄服罪，導致妻離子散、到了40歲落得一無所有的下場。 見過太多社會黑暗面的他，雖不滿於體制，但在體制面前，他悲觀、滿懷失敗主義，寧可對體制卑躬屈膝。然而，當初那起收賄案，讓他認識堅毅勇敢的慧貞，當他想直接放棄時，見慧貞永不放棄的模樣，也讓他重新對未來燃起一絲希望與熱情。                                             |
| 古斌   | 王國超         | 36歲，原辯護律師 人生一路順遂的王國超，深信只要努力就會成功的法則。他的人生是經過精密規劃來的，讀書、出國、考取律師。 36歲的國超已經是業界知名的大律師，前景可期，對自己滿懷信心；重視投資報酬率的他，對於「理想」兩字，嗤之以鼻。 法院公設辯護人的溫吞作風，王國超一向不置可否。甚至戲稱公設辯護人不過是法庭上的「人形立牌」。                                                                                        |
| 王滿嬌 | 阿鸞           | 65歲，阿成阿嬤 阿鸞一生命苦，丈夫、兒子均早逝，她獨自做小買賣，撫養阿成長大。但即使阿鸞對阿成投以滿滿的愛與關懷，隔代教養仍在她與阿成之下橫出巨大鴻溝。 無論在教育或是金錢上，對於孩子長大後逐漸加劇的資源需求，阿鸞無能為力。眼見阿成逐漸走上歪斜的道路，她力猶未逮，直到阿成終於犯下殺人命案，在無力可回天之下，信奉因果輪迴的她，將一切歸諸於自己的無能，以及因果業報之中。                                         |
| 朱宥丞 | 小永           | 9歲，慧貞兒子 父母均為高知識份子的小永，從小就要學習各種才藝。 但疏離的雙親關係，讓他即使在充滿資源的家庭長大，仍感到孤單與不滿足，促成了小永早熟的性格。他總說著自己已經長大，不在乎父母離婚。 但在他心中，仍偷偷地渴求一段和睦的家庭關係，在那個夢想當中，所有人即使不須開口講話，也能夠心靈相通、相親相愛。 |
| 潘之敏 | 怡芝           | 35歲，檢察官 習慣體制，懂得這個世界遊戲規則的怡芝，很早就立定了當檢察官的夢想。 與慧貞不同，她認為社會不需為敗類負責，什麼社會的網、家庭的支持，不過都是犯人為了自圓其說的藉口。 怡芝深信，證據會說話，證據是判斷一個人是否犯行的唯一標準。 |
| 林暉閔 | 手槍（王守強） | 17歲 家中富裕的手槍，不曾煩惱過金錢匱乏的事。他從小就是個被寵壞的少爺，只要他想要的，通通都想拿到。 只是進入青春期之後，發現世界不如他想得簡單，即使有錢，也不見得人人都想迎合他。人際關係、感情問題的困頓，很快將他推入憤世嫉俗的陰暗角落。 從小到大的經驗讓他想故技重施，一旦事情不如所願，就用金錢或暴力，讓對方知道誰才是老大。                                                                                    |
| 王博豐 | 褲子（古子華） | 17歲 在學校受盡欺凌的褲子所觀察到的勝利模式，便是依附一個強人，便能雞犬升天。這次他找上的人是手槍，有錢的手槍，不僅可以讓他靠，還可以滿足褲子物質上的需求。 因此，褲子決定什麼也不想，手槍叫他做什麼，他便做什麼。如此一來，他就不會回到過去孤立無援受霸凌的處境中。 |
| 王道   | 石德威         | 60歲，法官 一生都在法律之中的石法官，早年在大學教書，後來投入實務工作，任職法官十餘年時間。 年輕時也許對法律也曾滿懷理想的他，一路走來早已被現有的環境與結構磨平心志，只希望安穩退休。看著慧貞，他總不免想到過去仍年輕氣盛的自己。 因此他一方面對慧貞抱有期待，一方面又恨鐵不成鋼，希望她早日看開，不要總意氣用事。 |

## 獎項記錄

### 第54屆金鐘獎
| 年份 | 獲提名 | 獎項                       | 結果 |
| ---- | ------ | -------------------------- | ---- |
| 2019 | 潘親御 | 迷你劇集／電視電影男主角獎 | 提名 |
| 2019 | 李麟   | 燈光獎                     | 提名 |

## 外部連結
- 官方网站
- 無法辯護的Facebook專頁